# Pierre Auger
Pierre Victor Auger (Parijs, 14 mei 1899 – aldaar, 25 december 1993) was een Franse natuurkundige in de atoomfysica, de kernfysica en de kosmische straling. Het augereffect is naar hem vernoemd, ondanks dat Lise Meitner de eerste was die dit effect ontdekte in 1922. Daarnaast is ook het Pierre Auger Cosmic Ray Observatory naar hem vernoemd.

## Biografie
Vanaf 1919 studeerde Auger in Parijs aan de École normale supérieure, alwaar hij in 1922 zijn diploma natuurkunde verkreeg. Vervolgens trad hij toe tot het laboratorium voor fysische chemie van van de Universiteit van Parijs alwaar hij onder leiding van Jean Perrin werkte aan het foto-elektrisch effect. In 1926 promoveerde hij in de natuurkunde aan de Universiteit van Parijs. In 1927 werd hij benoemd tot assistent van de faculteit van wetenschap van Parijs en tegelijkertijd was hij adjunct-leidinggevende van het l'Institut de biologie physico-chimique (IBPC). 
Hij was hoofd van de faculteit in 1934 en algemeen secretaris van de jaartabellen van de constanten in 1936, toen hij op 1 november 1937 werd benoemd tot universitair docent natuurkunde aan deze faculteit. Tot 1940 was hij er belast met het doceren over de experimentele basis van de kwantumtheorie binnen de leerstoel theoretische fysica en astrofysica. Hij was ook adjunct-directeur van het laboratorium voor fysische chemie. Vervolgens bekleedde hij de leerstoel kwantumfysica en -relativiteit van de faculteit van wetenschappen in Parijs. 
In 1941 verlaat Auger Frankrijk en trad hij toe tot de Vrije Fransen (Forces Françaises Libres). Hij nam deel aan de oprichting van een Frans-Brits-Canadese onderzoeksgroep (Tube Alloys) om tot de ontwikkeling van een kernwapen te komen (was hoofd van deze afdeling in Montreal). In 1944 sluit hij zich aan bij de operationele strijdkrachten in Londen. Na de Tweede Wereldoorlog was Auger van 1945 tot 1948 tot directeur van het hoger onderwijs, waarbij hij de eerste leerstoel genetica aan de Sorbonne verleende aan Boris Ephrussi. Daarnaast speelde hij een belangrijke rol in de oprichting van het CERN en de ESRO, de voorloper van de Europese Ruimtevaartorganisatie (ESA).